# Trust is Shareware
Trust is Shareware är en singel av glamrockgruppen The Ark.
Melodin låg även på Tracks. Den testades även på Svensktoppen den 23 oktober 2005, men tog sig trots ett omtest veckan därpå inte in på listan.

### Fotnoter
1. ↑  ”Svensktoppen”. 23 oktober 2005. http://sverigesradio.se/sida/topplista.aspx?programid=2023&date=2005-10-23. Läst 22 maj 2011.
2. ↑  ”Svensktoppen”. 30 oktober 2005. http://sverigesradio.se/sida/topplista.aspx?programid=2023&date=2005-10-30. Läst 22 maj 2011.
3. ↑  ”Svensktoppen”. 6 november 2005. http://sverigesradio.se/sida/topplista.aspx?programid=2023&date=2005-11-06. Läst 22 maj 2011.